# Saint-Nizier-de-Fornas
Saint-Nizier-de-Fornas est une commune française située dans le département de la Loire, en région Auvergne-Rhône-Alpes.

## Géographie
Saint-Nizier-de-Fornas fait partie du Forez. Cette commune est située à 3 km de Saint-Bonnet-le-Château et 36 km de sa préfecture, Saint-Étienne.
La superficie de la commune est de 15,88 km2 ; son altitude varie de 619  à   995 mètres.
| Saint-Bonnet-le-Château          | La Tourette            | Périgneux            |
| Estivareilles Merle-Leignec      | Saint-Nizier-de-Fornas | Aboën                |
| Saint-Hilaire-Cusson-la-Valmitte |                        | Rozier-Côtes-d'Aurec |

## Toponymie
Saint-Nizier de Fornas fait partie de l'aire linguistique de la langue occitane. Dans le parler nord-occitan vivaro-alpin le village est nommé Sent Niseir de Fornier.

### Climat
Pour des articles plus généraux, voir Climat d'Auvergne-Rhône-Alpes et Climat de la Loire.
En 2010, le climat de la commune est de type climat des marges montargnardes, selon une étude du Centre national de la recherche scientifique s'appuyant sur une série de données couvrant la période 1971-2000. En 2020, Météo-France publie une typologie des climats de la France métropolitaine dans laquelle la commune est exposée à un climat de montagne ou de marges de montagne et est dans la région climatique Nord-est du Massif Central, caractérisée par une pluviométrie annuelle de 800 à 1 200 mm, bien répartie dans l’année.
Pour la période 1971-2000, la température annuelle moyenne est de 9 °C, avec une amplitude thermique annuelle de 16,1 °C. Le cumul annuel moyen de précipitations est de 863 mm, avec 9,3 jours de précipitations en janvier et 7,2 jours en juillet. Pour la période 1991-2020, la température moyenne annuelle observée sur la station météorologique de Météo-France la plus proche, « Saint-Bonnet-le-Chateau_sapc », sur la commune de Saint-Bonnet-le-Château à 3 km à vol d'oiseau, est de 10,1 °C et le cumul annuel moyen de précipitations est de 851,5 mm,. Pour l'avenir, les paramètres climatiques de la commune estimés pour 2050 selon différents scénarios d'émission de gaz à effet de serre sont consultables sur un site dédié publié par Météo-France en novembre 2022.

## Urbanisme

### Typologie
Au 1er janvier 2024, Saint-Nizier-de-Fornas est catégorisée commune rurale à habitat dispersé, selon la nouvelle grille communale de densité à sept niveaux définie par l'Insee en 2022.
Elle est située hors unité urbaine et hors attraction des villes,.

### Occupation des sols
L'occupation des sols de la commune, telle qu'elle ressort de la base de données européenne d’occupation biophysique des sols Corine Land Cover (CLC), est marquée par l'importance des territoires agricoles (52 % en 2018), une proportion sensiblement équivalente à celle de 1990 (51,7 %). La répartition détaillée en 2018 est la suivante : 
forêts (46,6 %), zones agricoles hétérogènes (31,7 %), prairies (20,3 %), zones urbanisées (1,4 %). L'évolution de l’occupation des sols de la commune et de ses infrastructures peut être observée sur les différentes représentations cartographiques du territoire : la carte de Cassini (XVIIIe siècle), la carte d'état-major (1820-1866) et les cartes ou photos aériennes de l'IGN pour la période actuelle (1950 à aujourd'hui).

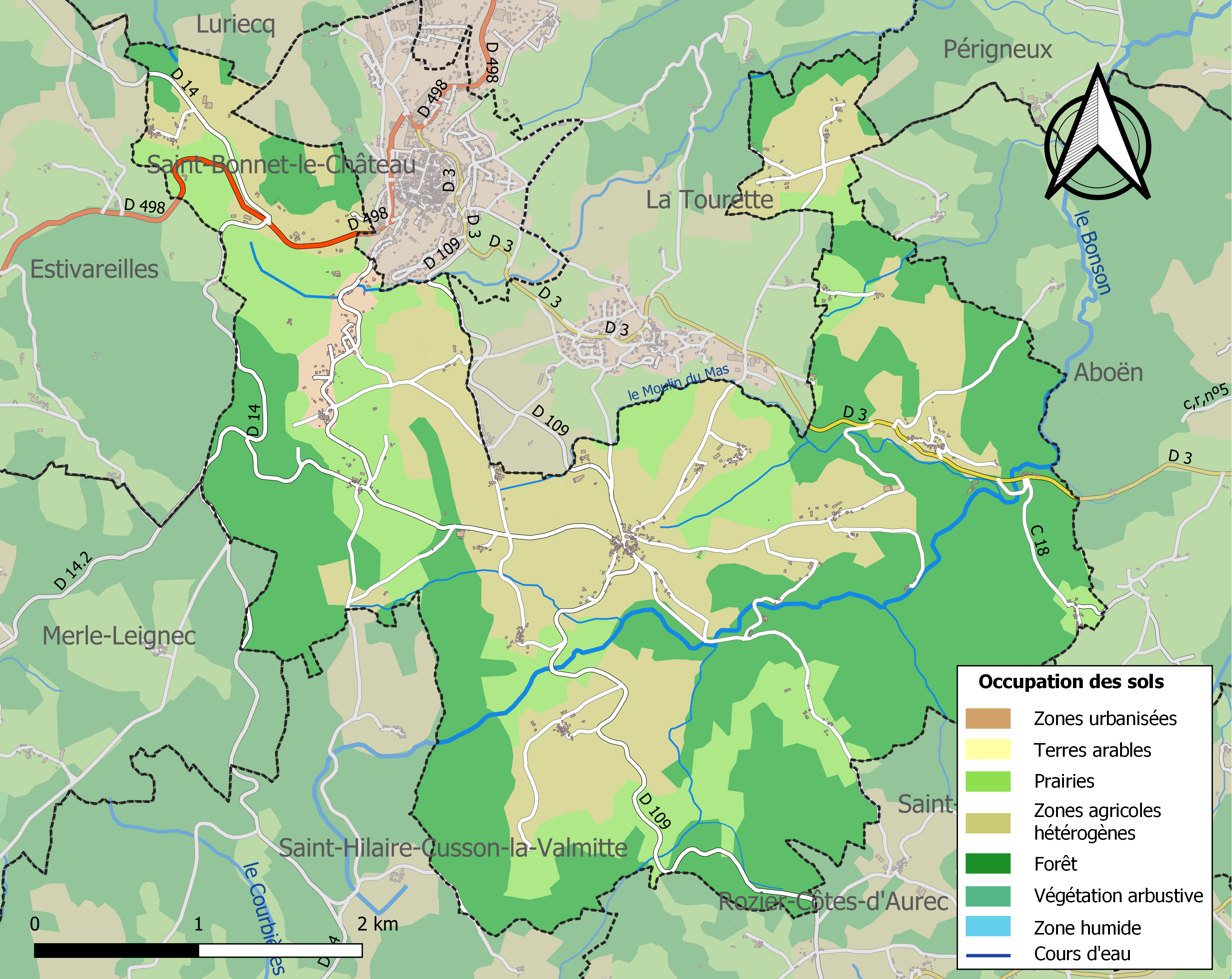
Carte des infrastructures et de l'occupation des sols de la commune en 2018 (CLC).

## Politique et administration
| Période                                  | Période   | Identité         | Étiquette | Qualité            |
| ---------------------------------------- | --------- | ---------------- | --------- | ------------------ |
| Les données manquantes sont à compléter. |           |                  |           |                    |
| mars 1989                                | mars 2001 | Bernard Fournier | RPR       | conseiller général |
| mars 2001                                | 2014      | Louis Perrin     |           |                    |
| 2014                                     | En cours  | Gilbert Soulier  |           |                    |

## Démographie
L'évolution du nombre d'habitants est connue à travers les recensements de la population effectués dans la commune depuis 1793. Pour les communes de moins de 10 000 habitants, une enquête de recensement portant sur toute la population est réalisée tous les cinq ans, les populations de référence des années intermédiaires étant quant à elles estimées par interpolation ou extrapolation. Pour la commune, le premier recensement exhaustif entrant dans le cadre du nouveau dispositif a été réalisé en 2004.

En 2022, la commune comptait 653 habitants, en évolution de −2,25 % par rapport à 2016 (Loire : +1,32 %, France hors Mayotte : +2,11 %).
| 1793  | 1800 | 1806  | 1821  | 1831  | 1836  | 1841  | 1846  | 1851  |
| ----- | ---- | ----- | ----- | ----- | ----- | ----- | ----- | ----- |
| 1 100 | 995  | 1 164 | 1 114 | 1 167 | 1 335 | 1 276 | 1 258 | 1 223 |

| 1856  | 1861  | 1866  | 1872  | 1876  | 1881  | 1886  | 1891 | 1896  |
| ----- | ----- | ----- | ----- | ----- | ----- | ----- | ---- | ----- |
| 1 126 | 1 115 | 1 069 | 1 028 | 1 003 | 1 022 | 1 080 | 984  | 1 071 |

| 1901 | 1906 | 1911 | 1921 | 1926 | 1931 | 1936 | 1946 | 1954 |
| ---- | ---- | ---- | ---- | ---- | ---- | ---- | ---- | ---- |
| 989  | 977  | 909  | 868  | 867  | 778  | 716  | 604  | 586  |

| 1962 | 1968 | 1975 | 1982 | 1990 | 1999 | 2004 | 2006 | 2009 |
| ---- | ---- | ---- | ---- | ---- | ---- | ---- | ---- | ---- |
| 501  | 452  | 436  | 453  | 514  | 585  | 614  | 618  | 639  |

| 2014 | 2019 | 2022 | - | - | - | - | - | - |
| ---- | ---- | ---- | - | - | - | - | - | - |
| 669  | 663  | 653  | - | - | - | - | - | - |

Densité (en 1999) :  36 hab./km2.

## Culture locale et patrimoine

### Lieux et monuments
- La chapelle Notre-Dame[22].

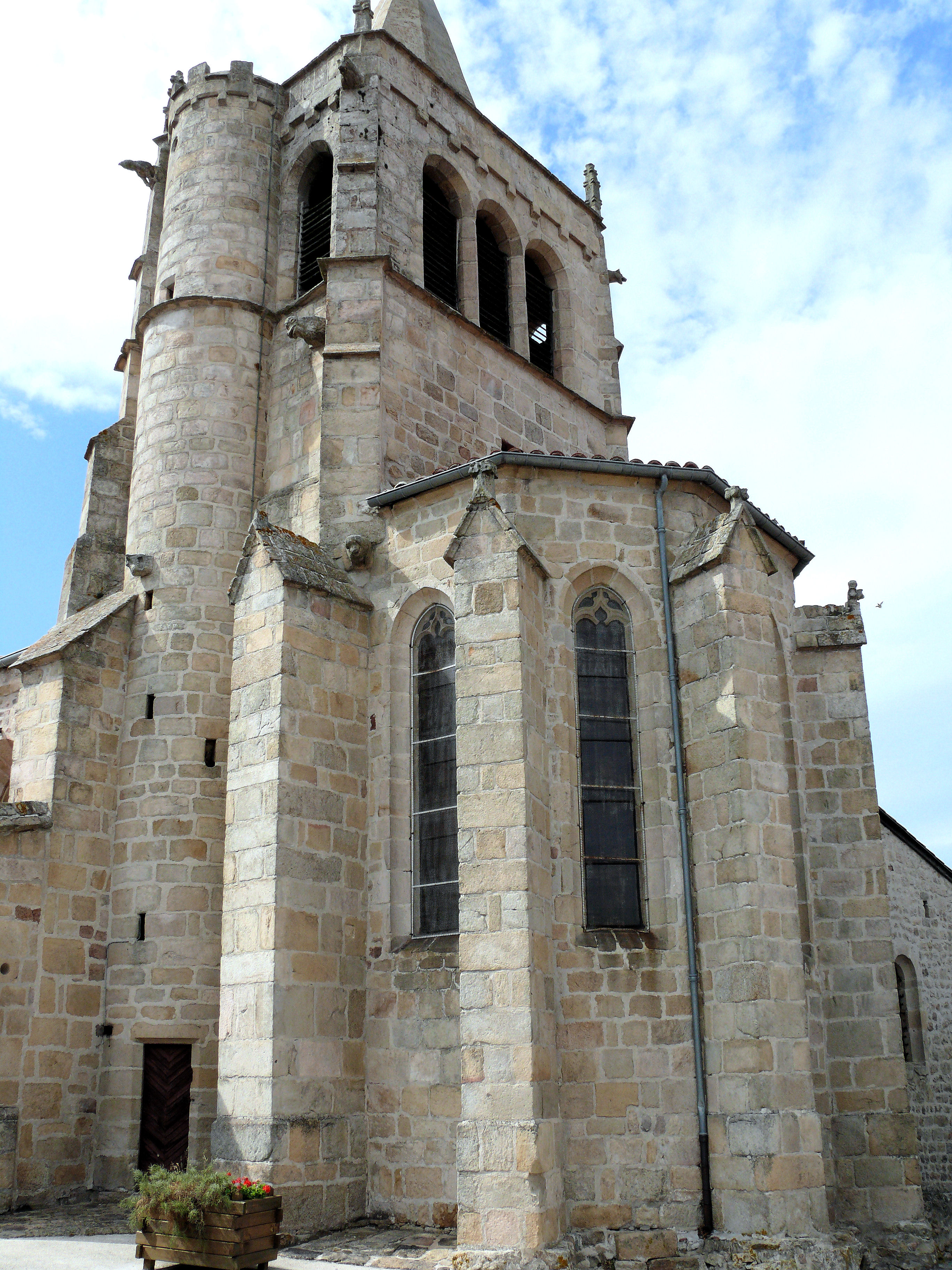
Chevet gothique
de l'église Saint-Nizier.

- L'église paroissiale Saint-Nizier. L'édifice a été inscrit au titre des monuments historiques en 1925[23].
- La monumentale Croix du Pont, située au lieu-dit Montgaret, a pour base une stèle gauloise ou celtique dite stèle de Montgaret, de forme pyramidale et qui porte des gravures rupestres datant du second âge du fer. Elle est inscrite à l'Inventaire général du patrimoine culturel[24].

### Personnalités liées à la commune
- [25]Pierre-Eugène Bourgin (1924-1959), militaire et poète, est né à Saint-Nizier.
- Bernard Fournier, né en 1946, sénateur de la Loire, issu d'une famille de la vieille bourgeoisie ligérienne originaire de Saint-Nizier-de-Fornas.
- Jean-François Devay (1925-1971), journaliste et fondateur de l'hebdomadaire Minute , est inhumé dans le cimetière de la commune.

### Héraldique
| Blason de Saint-Nizier-de-Fornas | Blason  | Divisé en chevron : au 1er d'azur à deux étoiles d'or, au 2e de gueules au dauphin d'or accompagné en pointe d'une étoile du même ; au chevron d'or brochant sur la partition. |
| Blason de Saint-Nizier-de-Fornas | Détails | |